# Eusebio di Nicomedia
Eusebio di Nicomedia (... – 341) è stato un vescovo ariano del IV secolo, famoso perché avrebbe battezzato l'imperatore Costantino I. Fu vescovo di Berito (l'odierna Beirut) in Fenicia per circa vent'anni, fino al 324 circa, quando passò alla sede di Nicomedia dove risiedeva la corte imperiale e infine a Costantinopoli dal 338 fino alla sua morte.

## Biografia
Eusebio era imparentato con la famiglia di Costantino I e tenuto in grande considerazione dall'imperatore, che aveva legalizzato il cristianesimo nel 313.
Nel concilio di Nicea del 325 l'arianesimo fu condannato ed Eusebio, come Ario, fu esiliato. L'idea ariana rimase comunque molto presente all'interno della Chiesa, a tal punto che nel 328 vennero richiamati nelle loro sedi i vescovi in precedenza esiliati. Eusebio nel 337 battezzò in punto di morte l'imperatore Costantino. Divenne vescovo di Costantinopoli nel 339. 
Eusebio si adoperò in ogni modo per contrastare il suo mortale nemico Atanasio, vescovo di Alessandria d'Egitto, e riuscì a farlo esiliare più volte. Nel 340 Papa Giulio I convocò un concilio a Roma, dove Atanasio venne riabilitato alla presenza di solo 50 vescovi. Mancava infatti la frangia ariana, che in contrapposizione e su volere di Eusebio organizzò un altro sinodo nel 341 ad Antiochia, dove venne proposta una formula di compromesso, secondo la quale Cristo e il Padre coesistevano eternamente; fu invece evitato il punto controverso della consustanzialità. Morì in quello stesso anno, non prima di aver nominato vescovo il goto Ulfila, che porterà l'arianesimo fra i barbari Goti.
Eusebio, come Ario, era stato educato alla scuola lucianea. Luciano di Antiochia sosteneva che il Figlio di Dio non poteva essere Dio in quanto "creato" da Dio Padre, concetto che provocò molte controversie sfociate in decine di sinodi per chiarire questo aspetto della fede cristiana. In sintesi la disputa era: Cristo è stato creato dal Padre o generato? L'arianesimo credeva che il Figlio fosse stato creato e che quindi fosse di rango inferiore rispetto a Dio Padre.